# Contea di Jim Wells
La contea di Jim Wells, in inglese Jim Wells County, è una contea dello Stato del Texas, negli Stati Uniti. La popolazione al censimento del 2010 era di 40 838 abitanti. Il capoluogo di contea è Alice. La contea è stata creata nel 1911, e prende il nome da James Babbage Wells Jr., potente politico democratico del Texas meridionale.

## Geografia fisica
| Anno | Popolazione | ±%     |
| ---- | ----------- | ------ |
| 1920 | 6,587       |        |
| 1930 | 13,456      | 104.3% |
| 1940 | 20,239      | 50.4%  |
| 1950 | 27,991      | 38.3%  |
| 1960 | 34,548      | 23.4%  |
| 1970 | 33,032      | −4.4%  |
| 1980 | 36,498      | 10.5%  |
| 1990 | 37,679      | 3.2%   |
| 2000 | 39,326      | 4.4%   |
| 2010 | 40,838      | 3.8%   |

Secondo l'Ufficio del censimento degli Stati Uniti d'America la contea ha un'area totale di 868 miglia quadrate (2250 km²), di cui 865 miglia quadrate (2240 km²) sono terra, mentre 3,4 miglia quadrate (8,8 km², corrispondenti allo 0,4% del territorio) sono costituiti dall'acqua.

### Strade principali
- U.S. Highway 281
- Interstate 69C (in costruzione)
- State Highway 44
- State Highway 141
- State Highway 359
- Farm to Market Road 624
- Farm to Market Road 665
- Farm to Market Road 716
- Farm to Market Road 2295

### Contee adiacenti
- Live Oak County (nord)
- San Patricio County (nord-est)
- Nueces County (est)
- Kleberg County (est)
- Brooks County (sud)
- Duval County (ovest)